# San Cristoforo al Lago
San Cristoforo al Lago (St. Christof am See in tedesco) è una frazione del comune di Pergine Valsugana in Trentino.

## Geografia fisica
Si trova sulla riva settentrionale del lago di Caldonazzo.
Il primitivo nucleo abitato, il "Doss", si trova ad est del più recente insediamento turistico ed è situato su uno scoglio di roccia anticamente circondato dall'acqua. Le spiagge del paese confinano con il biotopo Canneti di San Cristoforo, un'area naturalistica protetta che occupa una superficie di 9,4 ettari ed è caratterizzata da elementi botanici e faunistici di notevole interesse.

## Arte
Sulla sommità della collinetta del primitivo nucleo abitato sorge l'antica chiesetta di San Cristoforo (XII secolo) che la tradizione vuole costruita sul sito di un tempio dedicato a Diana e Nettuno. Dell'aspetto originario della chiesetta, dopo vari restauri, si conservano il portale gotico e il campanile trecentesco a cuspide piramidale in muratura. La campanella è probabilmente una delle più antiche del Perginese. Ai piedi della collinetta è visibile la darsena (casette in legno, una di grandi dimensioni e altre più piccole), dalla quale partivano le barche dei pescatori quando tale attività era economicamente importante per il paese.

## Storia

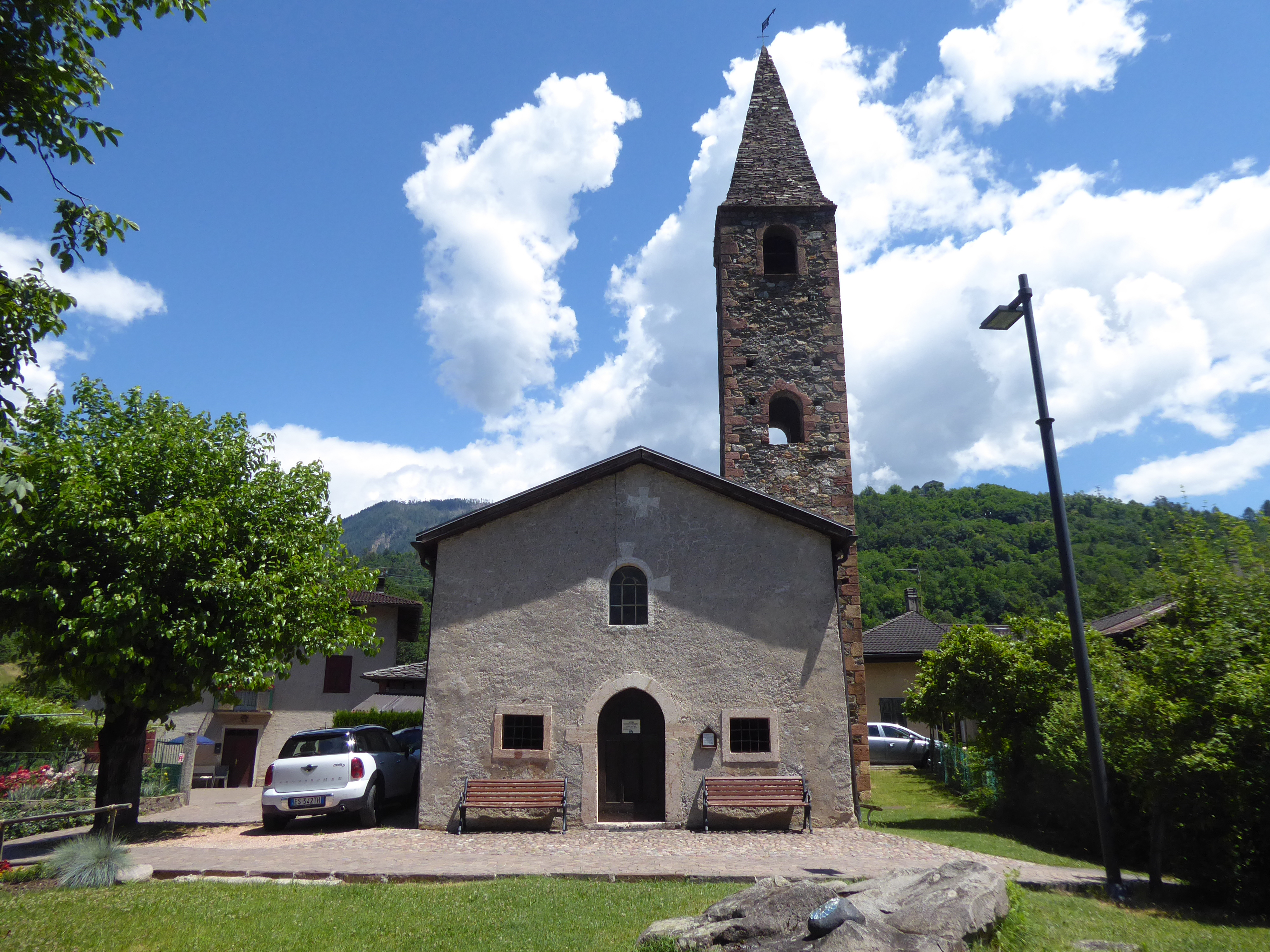
La chiesetta di San Cristoforo.

L'insediamento nella zona fu condizionato dalla presenza di una vasta palude che si estendeva fino a Pergine Valsugana. Prima della bonifica, iniziata nel 1777 e protratta fino ai primi anni del XIX secolo ad opera della comunità perginese, il toponimo San Cristoforo indicava un isolotto circondato dalle acque del lago di Caldonazzo e collegato alla terraferma da un ponticello di legno.
La presenza della chiesetta di San Cristoforo su questo isolotto, seppur sia ignota l'epoca di costruzione, viene menzionata per la prima volta in un documento del 1215 e secondo Pietro de Alessandrini ("Memorie di Pergine e del Perginese", 1890) nel 1300 esisteva anche un nucleo abitato costituito da alcune case.
Dopo gli interventi di bonifica, San Cristoforo al Lago subì notevoli mutamenti tanto che Cesare Battisti scrisse nel 1904 nella sua "Guida di Pergine": "San Cristoforo si trova a nord del lago, in un punto in cui la spiaggia è boscosa. Vi è un elegante stabilimento pei bagni, vi sono buoni ristoratori. C'è la stazione di partenza per un piccolo battello che nei giorni festivi percorre il lago. Una fresca brezza increspa sempre il boschetto, che nel pomeriggio dei giorni festivi diventa il parco dei cittadini di Trento."
Di rilevanza urbanistica, all'inizio del secolo scorso furono edificate, nella zona tra la linea ferroviaria e il lago, alcune case in stile nordico. Nell'ex Seehotel, i due psicoanalisti Sándor Ferenczi e Sigmund Freud trascorsero un periodo di vacanze. Alla vigilia della prima guerra mondiale vi era poi un importante progetto di sviluppo e ampliamento per San Cristoforo al Lago da parte del governo austriaco, svanito nel primo dopoguerra con la sconfitta dell'Austria.

## Infrastrutture e trasporti

### Strade
San Cristoforo è attraversato dalla SS47 e dalla SP1.

### Ferrovie
A San Cristoforo è situata la stazione di San Cristoforo al Lago-Ischia servita dalla Ferrovia della Valsugana.

### Mobilità su gomma
San Cristoforo è anche raggiunto dal servizio urbano di Pergine Valsugana e da diverse linee extraurbane gestite da Trentino Trasporti.